# برونو گوئری
برونو گوئری (فرانسوی: Bruno Gouery‎؛ زادهٔ ۱۱ ژوئیهٔ ۱۹۷۵) بازیگر اهل فرانسه است.
از فیلم‌ها یا برنامه‌های تلویزیونی که وی در آن نقش داشته است، می‌توان به صخره‌نورد، بسته خانوادگی، دکتر مارتین، امیلی در پاریس و وایت لوتوس اشاره کرد.